# Northcote (Nouvelle-Zélande)
Pour les articles homonymes, voir Northcote.
Northcote est un faubourg d'Auckland en Nouvelle-Zélande sur le rivage nord de Waitemata Harbour, à 4 km au nord-ouest du centre d'affaires d'Auckland. Ce faubourg comprend la péninsule de Northcote Point et les abords nord du pont du port d'Auckland. Le nombre d'habitants était de 4 254  en 2013.